# Dysdera gemina
Dysdera gemina är en spindelart som beskrevs av Christa L. Deeleman-Reinhold 1988. Dysdera gemina ingår i släktet Dysdera och familjen ringögonspindlar.
Artens utbredningsområde är Israel. Inga underarter finns listade i Catalogue of Life.